# 南关帝庙巷明清住宅
南关帝庙巷明清住宅又名海门府，位于中国江苏省南通市崇川区城内南关帝庙巷东端10号和11号，为清代海门厅同知王宾的宅第，王宾自清光绪二十九年（1903）离职后定居于此。建筑分东西两路各五进，两院相通，每路由南至北分别为门厅、轿厅、大厅、后厅和后堂（用作辅助用房），除东路后堂面阔四间外，均为面阔三间、进深七檩的硬山顶建筑，前后有廊，其中完好保存了明代后期的梁架结构（东路轿厅建于清代中期），月梁、斗栱和替木等均具雕饰，东侧原有花园，东南方为家庙和书房。

## 图集
- 文保碑
- 东路大门
- 东路后厅和后堂东侧面
- 东路后厅
- 东路后堂
- 东路后堂檐部